# Сельское поселение Студенцы
Сельское поселение Студенцы — муниципальное образование в Хворостянском районе Самарской области.
Административный центр — село Студенцы.

## Административное устройство
В состав сельского поселения Студенцы входит 1 населённый пункт:
- село Студенцы.